# بنچ
بنچ (انگلیسی: Bench) شرکت پوشاک بریتانیایی است، که در سال ۱۹۸۹ تأسیس شد.